# Neoclosterus lemairei
Neoclosterus lemairei es una especie de escarabajo longicornio del género Neoclosterus, tribu Plectogasterini, orden Coleoptera. Fue descrita científicamente por Lameere en 1903.

## Descripción
Mide 40-57 milímetros de longitud.

## Distribución
Se distribuye por Malaui, Mozambique, República Democrática del Congo, Tanzania y Zambia.